# Plač
Plač este o localitate din comuna Kungota, Slovenia, cu o populație de 144 de locuitori.